# Medaglia di Waterloo (Nassau)

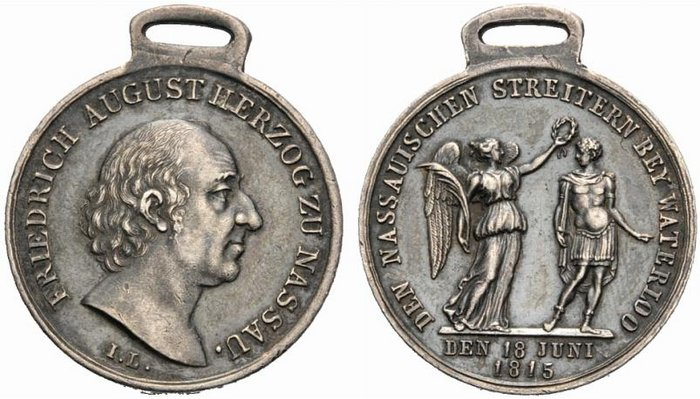
Medaglia di Waterloo.

La medaglia di Waterloo fu una medaglia di benemerenza creata nell'ambito del Ducato di Nassau.

## Storia
La medaglia di Waterloo venne creata il 23 dicembre 1815 da Federico Guglielmo di Nassau-Weilburg, duca di Nassau, per onorare tutti i partecipanti alla battaglia di Waterloo provenienti dal Ducato di Nassau.

## Insegne
La medaglia era costituita da un disco d'argento, sul cui dritto spiccava il ritratto del fondatore rivolto verso destra, attorniato dalla scritta "FRIEDRICH AUGUST HERZOG VON NASSAU" ("Federico Augusto, Duca di Nassau).
Sul retro si trova invece un antico guerriero in arme con la scritta "Den Nassauischen Streitern bei Waterloo" ("coraggio nassauese a Waterloo") oltre alla data "XVIII. Juni 1815" che si riferisce alla data del combattimento della battaglia di Waterloo
Il nastro della medaglia era blu con una striscia arancio per ciascun lato.